# Colerético

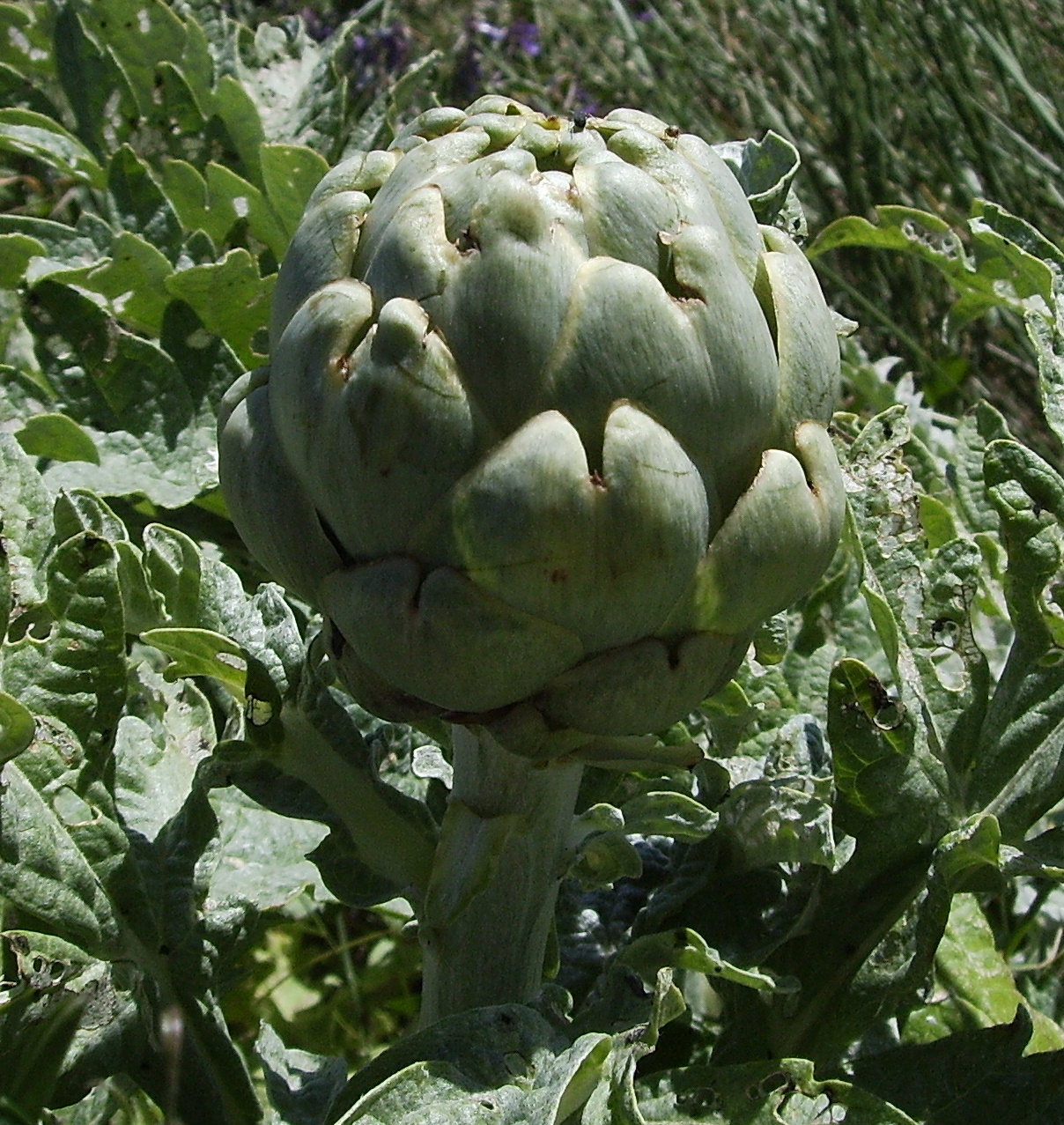
El extracto de alcachofa tiene propiedades coleréticas.

Un colerético es una sustancia que activa la producción de la bilis como función hepática; así la bilis misma y sus sales en primer término.
También tienen esta propiedad:
- Ciertos ácidos biliares.
- Café
- Algunos extractos de plantas:

Como la Alcachofa o Alcaucil, la Achicoria, el Boldo, la Manzanilla, la Campanilla, la Fumaria, la "Mano de león", el Morro, el Ruibarbo, etc.
- Y algunos extractos sintéticos.